# Del Norte
Del Norte és una població dels Estats Units, seu del comtat de Rio Grande, a l'estat de Colorado. Segons el cens del 2000 tenia 1.705 habitants.

## Demografia
Segons el cens del 2000, Del Norte tenia 1.705 habitants, 657 habitatges, i 446 famílies. La densitat de població era de 774,5 habitants per km².
Dels 657 habitatges en un 35,3% hi vivien nens de menys de 18 anys, en un 47,9% hi vivien parelles casades, en un 15,4% dones solteres, i en un 32,1% no eren unitats familiars. En el 29,4% dels habitatges hi vivien persones soles el 14,9% de les quals corresponia a persones de 65 anys o més que vivien soles. El nombre mitjà de persones vivint en cada habitatge era de 2,57 i el nombre mitjà de persones que vivien en cada família era de 3,19.
Per edats la població es repartia de la següent manera: un 30,2% tenia menys de 18 anys, un 9,4% entre 18 i 24, un 24,8% entre 25 i 44, un 22,9% de 45 a 60 i un 12,8% 65 anys o més.
L'edat mediana era de 35 anys. Per cada 100 dones de 18 o més anys hi havia 90,7 homes.
La renda mediana per habitatge era de 23.833 $ i la renda mediana per família de 29.471 $. Els homes tenien una renda mediana de 26.161 $ mentre que les dones 21.406 $. La renda per capita de la població era de 12.751 $. Entorn del 22,1% de les famílies i el 25,4% de la població estaven per davall del llindar de pobresa.

## Poblacions més properes
El següent diagrama mostra les poblacions més properes.